# Casey Murphy
Casey Grace Murphy (25 de abril de 1996) é uma futebolista estadunidense que atua como goleira. Atualmente joga pelo North Carolina Courage.

## Início da vida
Murphy foi criada em Bridgewater Township, Nova Jersey, filha de Michael e Jill Murphy, e tem um irmão. Ela começou a jogar futebol aos cinco anos. Por volta dos 10 anos, ela começou a jogar apenas como goleira. Murphy frequentou e jogou futebol e basquete na Bridgewater-Raritan High School. Ela também treinou com a Players Development Academy (PDA) Slammers, parte da Elite Clubs National League, onde ganhou um campeonato nacional Sub-17. O TopDrawerSoccer.com classificou Murphy como a 18ª melhor jogadora juvenil geral em Nova Jersey e uma recruta quatro estrelas.
Em 2014, Murphy escolheu estudar na Rutgers University, onde jogou futebol universitário da Divisão I da NCAA pelos Rutgers Scarlet Knights até 2017. Ela ficou de fora em seu último ano para competir na Copa do Mundo Feminina Sub-20 da FIFA de 2018. Murphy ganhou a Medalha de Honra Feminina Big Ten em maio de 2018. Ao longo de sua carreira, ela ganhou vários elogios e distinções, incluindo duas vezes o Goleiro do Ano da Big Ten, duas vezes uma seleção All-Big Ten First Team e duas vezes uma homenageada All-Region First Team. Murphy também foi nomeada semifinalista do MAC Hermann Trophy de 2017. Com 45 jogos sem sofrer gols em sua carreira universitária, Murphy é a líder de todos os tempos da Rutgers em shutouts na carreira e ocupa o segundo lugar na história da Big Ten.

## Carreira
Em 18 de janeiro de 2018, o clube Sky Blue FC da National Women's Soccer League selecionou Murphy com a 13ª escolha geral no Draft de 2018 da NWSL College. No dia seguinte ao draft, Murphy assinou um contrato profissional com o Montpellier HSC para jogar na Divisão 1 Feminina da França. Ela fez sua estreia profissional contra o Fleury em 21 de fevereiro. Inicialmente, esperava-se que ela retornasse à NWSL em junho, mas em abril ela estendeu seu contrato com o Montpellier. Ela começou 11 jogos em sua primeira temporada com o Montpellier, ficando em terceiro lugar na temporada 2017-18, ganhando o prêmio de Melhor Goleiro da Divisão 1 e sendo selecionada pela mídia francesa no Melhor XI da liga. Ela também participou da Coupe de France Féminine e da Liga dos Campeões Feminina da UEFA. Murphy jogou todos os minutos da temporada 2018-19, com o Montpellier novamente ficando em terceiro lugar, atrás dos poderosos Lyon e Paris Saint-Germain.
Em 15 de maio de 2019, Murphy assinou com o Reign FC (mais tarde também conhecido como OL Reign). Ela fez sua estreia na NWSL em 27 de maio de 2019, fazendo quatro defesas em uma vitória por 2 a 1 contra o North Carolina Courage , que marcou a primeira vitória do Reign sobre o time. Ela fez 19 partidas em sua primeira temporada na NWSL, já que o Reign ficou em quarto lugar na classificação e foi um dos três finalistas para o prêmio de Goleiro do Ano da NWSL.
Em 22 de outubro de 2020, Murphy foi negociada com o North Carolina Courage junto com $ 140.000 em dinheiro de alocação em troca de Crystal Dunn. Ela assinou um contrato de dois anos com a equipe no início de 2021. Ela começou todas as partidas, exceto uma, pelo Courage na temporada de 2021. Em 7 de novembro de 2021, ela fez 12 defesas, o recorde da temporada, em uma derrota por 1 a 0 para o Washington Spirit na primeira rodada dos playoffs.
Murphy recebeu sua primeira convocação para a seleção feminina de futebol dos Estados Unidos para uma série de amistosos em junho de 2018 contra a China, mas não jogou.

## Títulos
North Carolina Courage
- NWSL Challenge Cup: 2022, 2023

Estados Unidos
- Jogos Olímpicos: 2024 (medalha de ouro)
- Campeonato Feminino da CONCACAF: 2022
- Copa Ouro: 2024
- SheBelieves Cup: 2022, 2023, 2024